# Termitophorides setiger
Termitophorides setiger är en tvåvingeart som beskrevs av Borgmeier 1923. Termitophorides setiger ingår i släktet Termitophorides och familjen puckelflugor. Inga underarter finns listade i Catalogue of Life.